# Grammonota salicicola
Grammonota salicicola là một loài nhện trong họ Linyphiidae.
Loài này thuộc chi Grammonota. Grammonota salicicola được Ralph Vary Chamberlin miêu tả năm 1949.